# Prêmio TVyNovelas de 2008
26º Prêmio TVyNovelas

Novela: 

Destilando Amor
Atriz: 

Angélica Rivera
Ator: 

Eduardo Yáñez
O Prêmio TVyNovelas 2008 foi a 26ª edição do Prêmio TVyNovelas, prêmio entregue pela revista homônima aos melhores artistas e produções da televisão mexicana referente ao ano de 2007. O evento ocorreu no dia 27 de Abril de 2008 em Acapulco. Foi transmitido pela emissora mexicana Canal de las Estrellas e apresentado pela cantora Yuri. Os vencedores estão em negrito.